# Our Love to Stay
Our Love to Stay（アワ・ラブ・トゥ・ステイ）は、日本の三人組ジャズバンドである。略してアワラブ。

## メンバー
- AYA(Vocal)

　大阪府出身。
　卒業後は地元に帰り、一般企業の会社員経験、結婚、出産を経て、ボイストレーナーAYA(うたうおばさん)として再び音楽の世界に戻る。
　2020年11月20日より、同じボーカルトレーナーである尾花 由佳理(サウンドクリエイター)と2人でYouTubeチャンネル「歌うオカン」を開設し、時折ゲストを迎え、カバー曲を公開している。
- Fuming(Piano)

　大阪府出身。アワラブのリーダー。多数のアーティストに楽曲提供しており、リュ・シウォン、河口恭吾、BANBANBAZAR、門脇大輔、YOSSY BIGBAND、石田燿子などのツアーサポートを務める。
- Tamotsu(W.Bass)

　東京都出身。バンド活動以外にもリュ・シウォンやCHEMISTRYなどのレコーディング、ライブサポートを務める。

## 来歴
- 1997年、大阪でFumingとAyaにより結成。上京後、Tamotsuが加入し現編成となる。ライブやイベントに多数出演した後、2004年4月にシングル「春」でワーナーミュージック・ジャパンからメジャーデビュー。以後も精力的に活動を続けたが、2008年5月6日、渋谷7th FLOORでのライブを最後に活動を停止（本人達は「卒業」）した。

## ディスコグラフィ

### シングル
1. 春 (2004/04/21）

### アルバム

#### ミニアルバム
1. Our Love to Stay (2004/01/21)
2. ハピネス (2004/12/01)

#### フルアルバム
1. Telepatia (2007/08/15)
2. Our Love is here to Stay (2008/04/09)